# Wilmington (Massachusetts)
Wilmington és una població dels Estats Units a l'estat de Massachusetts. Segons el cens del 2007 tenia 21.679 habitants.

## Demografia
Segons el cens del 2000, Wilmington tenia 21.363 habitants, 7.027 habitatges, i 5.776 famílies. La densitat de població era de 481,5 habitants/km².
Dels 7.027 habitatges en un 41,5% hi vivien nens de menys de 18 anys, en un 69,6% hi vivien parelles casades, en un 9,8% dones solteres, i en un 17,8% no eren unitats familiars. En el 14% dels habitatges hi vivien persones soles el 5,9% de les quals corresponia a persones de 65 anys o més que vivien soles. El nombre mitjà de persones vivint en cada habitatge era de 3 i el nombre mitjà de persones que vivien en cada família era de 3,33.
Per edats la població es repartia de la següent manera: un 27,6% tenia menys de 18 anys, un 5,9% entre 18 i 24, un 33,5% entre 25 i 44, un 22,2% de 45 a 60 i un 10,8% 65 anys o més.
L'edat mediana era de 36 anys. Per cada 100 dones de 18 o més anys hi havia 94,1 homes.
La renda mediana per habitatge era de 70.652 $ i la renda mediana per família de 76.760$. Els homes tenien una renda mediana de 50.446 $ mentre que les dones 36.729$. La renda per capita de la població era de 25.835$. Entorn de l'1,8% de les famílies i l'1,9% de la població estaven per davall del llindar de pobresa.